# Erik Björkman (jurist)
Erik Björkman, född den 12 maj 1880 i Uppsala, död den 4 augusti 1945 i Ludvika, var en svensk jurist. 
Björkman avlade juris kandidatexamen 1903. Han blev extra ordinarie assessor i Svea hovrätt 1917, vice häradshövding 1918, vattenrättssekreterare 1920 och tillförordnad revisionssekreterare 1922. Björkman var häradshövding i Västerbergslags domsaga från 1926 till sin död. Han blev riddare av Nordstjärneorden 1934 och kommendör av andra klassen av samma orden 1944.
Björkman var son till lektor Alfred Björkman och Ragnhild Bouvin. Han gifte sig 1907 med Ebba Norén, dotter till grosshandlare Leopold Norén och Helga Iggbom samt syster till Karl, Helge och Wilhelm Norén samt till Emil Fevrells hustru. Erik Björkman vilar i sin familjegrav på Norra begravningsplatsen utanför Stockholm.